# 김모이
김모이(1998년 3월 7일 ~ )는 대한민국의 인터넷 방송인이다.

## 방송
- 더 인플루언서 (2024) - 36위

## 음반
- 선글라스 (2023)
- MY NAME IS 모혁두 (2023)
- 보디가드 (Feat. YLN Foreign) (2024)
- 동네에서 이별했어 (2024)
- Shall We Dance? (Prod by DJ Deal Doo) (2024)

### 슈퍼아이돌zx
- 세상아 잘 부탁해 (2023)

## 공연
- BUZZER BEAT FESTIVAL 2024 (2024)

## 기타
- CHERRY BOY 17 <악마의 속삭임> (2023) - 피처링/작사
- Don Mills <맨땅에다 헤딩 MEGA Mix> (2024) - 피처링/작사
- M1NU <123> (2024) - 피처링/작사